# György Lukács
György Lukács (IPA: [ˈɟørɟ ˈlukaːt͡ʃ]), nato György Bernát Löwinger (Budapest, 13 aprile 1885 – Budapest, 4 giugno 1971) è stato un filosofo, sociologo, politologo, storico della letteratura e critico letterario ungherese.
Il suo pensiero, sulla scorta della riscoperta e rivalutazione del pensiero giovanile di Marx, si pose nell'orbita di una radicale riformulazione in chiave anti-dogmaticistica ed umanistica della teoria marxista, contribuendo in maniera rilevante, tramite un'originale riproposizione della dialettica hegeliana, allo sviluppo metodologico del materialismo dialettico ed al concetto stesso di alienazione dell'uomo secondo il pensiero marxiano - andando così a generare l'inedito paradigma sociologico della reificazione -, ed esercitando di conseguenza, soprattutto con il suo Storia e coscienza di classe (1923), una profonda influenza sullo sviluppo del pensiero, tra gli altri, degli esistenzialisti francesi e degli studiosi della cosiddetta Scuola di Francoforte. In ambito politologico, si distinse inoltre per la sua formalizzazione teoretica della prassi leninista.
Altrettanto influente si è rivelata la sua pur discussa identificazione della filosofia nietzschana, ed in generale dell'eterogenea cultura filosofica irrazionalistica, quale principale matrice ideologica dei fascismi europei, esposta con il suo La distruzione della ragione (1934). In opere come Saggi sul realismo (1936) elaborò invece una sua teoria artistico-letteraria marxista del realismo, che avrebbe poi influenzato vasti settori dell'estetica e della critica, ponendosi altresì come duro critico ed oppositore del controllo politico sull'arte e sui suoi interpreti.

## Biografia e pensiero
Lukács nacque a Budapest, al secolo parte dell'Impero austro-ungarico, il 13 aprile 1885 in una ricca famiglia ebraica, figlio di József Löwinger (1855-1928), direttore di una banca d'investimento, che cambiò poi legalmente cognome in Lukács a seguito della sua investitura al titolo baronettale da parte della Corona asburgica, e di Adél Wertheimer (1860-1917). Aveva un fratello ed una sorella. Dopo aver conseguito il diploma, frequentò la facoltà di giurisprudenza presso l'Università di Budapest, appassionandosi di arte e, in particolar modo, di teatro, fondando con altri studenti il teatro «Talia», dove venivano rappresentate produzioni contemporanee.
Laureatosi in legge nel 1906 ed in filosofia nel 1909, si trasferì in Germania, a Berlino, per seguire, con l'amico Ernst Bloch, le lezioni private di Simmel: si interessò così al neo-criticismo kantiano ed allo storicismo di Weber e di Dilthey, e a Heidelberg ascoltò, dal 1912 al 1914, le lezioni di Windelband e di Rickert. Anche lo studio di Kierkegaard fu importante per la sua formazione culturale: «negli ultimi anni dell'anteguerra a Heidelberg intendevo addirittura occuparmi della sua critica a Hegel in un saggio monografico». A quegli anni risalgono i suoi primi scritti relativi all'estetica: La forma drammatica (1909), Metodologia della storia letteraria (1910), Cultura estetica e, in tedesco, Die Seele und die Formen (L'anima e le forme) (1910), Storia dello sviluppo del dramma moderno (1912).

### I primi scritti sull'estetica
Come scrisse lo stesso Lukács ripubblicando nel 1968 i suoi lavori giovanili di storiografia letteraria, la sua Storia dello sviluppo del dramma moderno si opponeva alle teorie artistiche dominanti nella Ungheria di inizio Novecento, che avevano un prevalente orientamento positivistico, con l'eccezione dell'«impressionismo soggettivistico» rappresentato dalla rivista Nyugat (Occidente). Non ancora marxista, Lukács era allora influenzato dalla filosofia e dalla sociologia di Simmel, «il quale aveva tentato di inserire singoli risultati del marxismo nella sociologia idealista, che a quell'epoca incominciava a svilupparsi in Germania».
I saggi - sostenne poi lo stesso Lukács - «avevano un carattere idealistico-borghese, in quanto in essi non si muoveva dai rapporti diretti e reali tra la società e la letteratura, ma si cercava invece di cogliere intellettualmente e realizzare una sintesi di quelle scienze - sociologia ed estetica - che si occupano di tali argomenti». Di qui, il carattere di astrattezza della tesi del libro, secondo la quale il conflitto drammatico sarebbe una «manifestazione ideologica della decadenza di classe»: per quanto sia vero, secondo il Lukács maturo, che «un dramma autentico nasce solo se nella realtà sociale le norme morali valide, che si creano necessariamente nella società, entrano tra loro in contrasto».

#### «L'anima e le forme»
Uno sforzo di maggiore concretezza fu tentato con la raccolta di saggi L'anima e le forme, nei quali Lukács intendeva individuare l'essenza di determinate forme del comportamento umano, collegandole alle forme letterarie nelle quali vengono espressi i conflitti della vita. Non si trattava, per Lukács, di fare dello psicologismo ma, influenzato profondamente da Hegel, cercò di analizzare il comportamento tragico «mediante la dialettica interna dello Spirito e sulla base del rapporto fra l'uomo (individuo) e la società».
Ma ne L'anima e le forme - composta di saggi su Rudolf Kassner, Søren Kierkegaard, Novalis, Theodor Storm, Stefan George, Charles-Louis Philippe, Richard Beer-Hofmann, Laurence Sterne e Paul Ernst - vi sono altri determinanti influssi, quelli esercitati dagli ideologi neokantiani della «filosofia della Vita», i quali presupponevano la vita come principio assoluto, origine di ogni manifestazione dell'attività umana. L'anima umana, attraverso le «forme» - che sono le strutture che danno significato alla realtà umana, rendendola necessaria e non causale e contingente - si sforza di trasformare la banalità e l'inessenzialità della propria esistenza quotidiana in quella pienezza di vita in cui consiste l'assoluto. Ma di fronte al principio assoluto, trascendente e positivo, della «Vita», le forme del mondo umano non possono essere che inadeguate, e pertanto ogni esistenza individuale si manifesta «come scacco ontologicamente necessario di fronte a un assoluto annichilante, totalmente altro rispetto al mondo della storia che diventa in sé e completamente, per necessità d'essenza, il mondo del negativo».
Il tema principale che lega i saggi raccolti in Die Seele und die Formen è per l'appunto il rapporto non pacifico fra l'anima e le forme significanti; in quale modo l'individuo riesce ad esprimere, a dare forma, al flusso dinamico della sua interiorità? Con il termine anima Lukács non intende denotare una soggettività pura, cartesiana, padrona di sé, bensì un'individualità fragile, travolta dal corso degli eventi; un'individualità all'affanosa ricerca di senso e significato della propria vita che gli appare insensata; con il termine forme, l'autore intende invece le strutture dinamiche significanti con cui il singolo tenta di dare senso, unità, sistematicità, ordine al caos dei propri vissuti. Data la loro legalità interna, tali forme tendono ad acquisire un'indipendenza ontologica dai loro originari contenuti materiali.
In primo luogo quindi si fa riferimento alle forme artistiche, al modo con cui queste vengono prodotte. Tuttavia a livello più profondo i saggi sembrano essere spunti per trattare il tema metafisico del rapporto tra particolare e universale, libertà e necessità, l'individuo e la storia; siffatte opposizioni polari sono conciliabili? Le forme universali mantengono intatta l'identità dell'individuo? È implicito perciò in tutta l'opera un confronto con la filosofia hegeliana della Versöhnung (riconciliazione); da tale confronto viene fuori una Weltanschauung (concezione del mondo) tragica: le forme svolgono lo stesso ruolo regolatore del destino, selezionano le cose importanti ed eliminano quelle inessenziali, «recingono una materia che altrimenti si dissolverebbe nel tutto». Pertanto l'azione travolgente della forma, della totalità è per principio opposta al tentativo di emergere dell'individuo; semmai ci dovesse essere una conciliazione tra questi due poli, essa non può che essere un sublime eroismo dell'individuo che è consapevole di essere parte di un tutto che lo trascende e che allo stesso tempo cela la sua individualità.
Lukács stabilisce un'opposizione tra lo spirito e la natura, che si risolve in quella tra l'arte e la scienza, tra poesia ed empiria, tra l'opera artistica e l'opera scientifica: la prima è finita, è chiusa, è fine, «è qualcosa di primo e ultimo, l'altra diviene superata ogni qualvolta si produce una prestazione migliore. In breve, l'una ha una forma, l'altra no». La forma è il «limite e il significato» che il poeta dà alla vita, la materia grezza che è l'oggetto della sua operazione artistica: da questa materia egli può ricavare «univocità dal caos, può temprare simboli dalle apparenze incorporee, può dar forma - cioè limite e significato - alle molteplicità disarticolate e fluttuanti».
Da questa opposizione deriva ancora che l'autentica esistenza non è quella comune e quotidiana: «l'esistenza reale non raggiunge mai il limite e conosce la morte soltanto come un che di spaventosamente minaccioso, assurdo, un qualcosa che tronca improvvisamente il suo flusso»; invece, l'esistenza autentica è quella che assume in sé il suo proprio limite, la sua stessa negazione, la morte, è l'esistenza vissuta tragicamente. Inautentica è la vita vissuta per il mondo, autentica è la vita consapevole «del non-valore del mondo [...] e della necessità del rifiuto radicale del mondo stesso». Non si può non vedere, qui, oltre ai richiami di Kierkegaard e Windelband, anticipazioni di problematiche svolte da Heidegger e dall'esistenzialismo: ma si riscontra anche «una crescente influenza della filosofia hegeliana. La Fenomenologia dello Spirito (nonché altre opere di Hegel) mi indusse a tentar di chiarire il problema mediante la dialettica interna dello «Spirito» e sulla base del rapporto fra l'uomo (individuo) e la società».

#### La «Teoria del romanzo»
E influenzato da Hegel è il successivo saggio sulla Teoria del romanzo (Die Theorie des Romans), iniziato nel 1914, ultimato l'anno successivo e pubblicato nel 1920. La filosofia è indicata essere, in quanto «forma vitale e condizione della forma», il contenuto stesso della poesia e insieme «un segno della sostanziale diversità di io e mondo, dell'incongruenza di anima e fare». Espressione di questa scissione è la moderna forma artistica del romanzo, laddove invece l'antica forma dell'epica greca «raffigura la totalità estensiva della vita»: il mondo greco è un mondo omogeneo e «anche la separazione di uomo e mondo, di io e tu, non giunge ad alterare questa uniformità. Come ogni altro membro di questa ritmìa, l'anima sta nel pieno del mondo». In questa prospettiva, l'eroe dell'epica non è nemmeno un individuo, ma è l'intera collettività, «in quanto la perfezione e la conchiusione del sistema di valori che determina il cosmo epico, dà luogo a un tutto troppo organico perché in esso una parte possa a tal punto segregarsi in se stessa, possa così solidamente fondarsi su se stessa, da trovare se stessa quale interiorità, da divenire individualità».
Al contrario, il romanzo è l'epopea del mondo abbandonato dagli dei e la psicologia dell'eroe da romanzo appartiene al demonico: il romanzo «è la forma dell'avventura, del valore proprio dell'interiorità; il suo contenuto è la storia dell'anima, che qui imprende ad autoconoscersi, che delle avventure va in cerca, per trovare, in esse verificandosi, la propria essenzialità». L'eroe epico - si pensi a Ulisse - malgrado tutte le avventure percorse, resta sostanzialmente passivo, perché gli dei devono sempre trionfare dei demoni e quelle avventure sono in realtà «la raffigurazione dell'obiettiva ed estensiva totalità del mondo» e l'eroe è il «punto interiormente più immobile del ritmico movimento del mondo». La passività dell'eroe da romanzo, invece, contraddistingue il suo rapporto con la propria anima e con il mondo che lo circonda.

### La svolta marxista: «Storia e coscienza di classe»
Lukács precisò successivamente che fu indotto a scrivere la Teoria del romanzo dallo scoppio della guerra, a cui era contrario, giudicandola l'espressione della crisi di tutta la cultura europea: il presente, fichtianamente concepito come «era della compiuta peccaminosità» - poteva essere superato da una rivoluzione che tuttavia, per il Lukács idealista di allora, doveva essere una rivoluzione morale, della quale, per esempio, i romanzi di Dostoevskij costituivano un preannuncio. Gli studi su Karl Marx, ripresi durante questo periodo per «andare al di là del radicalismo borghese», erano accompagnati dall'influsso del sindacalismo rivoluzionario di Georges Sorel, al quale era stato indirizzato dal socialista ungherese Ervin Szabó, dalla conoscenza degli scritti di Rosa Luxemburg, oltre che dalla sua formazione avvenuta sotto il segno di Kierkegaard, dei «filosofi della Vita» e di Hegel: «da tutto ciò derivava un amalgama internamente contraddittorio nella teoria, che doveva diventare decisivo per il mio pensiero negli anni della guerra e del primo dopoguerra».
Iscrittosi al Partito Comunista Ungherese, svolse un ruolo di primaria importanza durante la Repubblica Sovietica guidata da Béla Kun. Commissario all'istruzione del regime, Lukács fu la vera mente dietro le brutali violenze commesse dalla milizia guidata da József Cserny, i cosiddetti Ragazzi di Lenin. Già nel suo Tattica e etica [Taktika és etika, 1919], scritto poco prima della presa del potere da parte dei comunisti, Lukács aveva definito l'omicidio politico un "imperativo dell'attuale situazione storica mondiale, una missione storico-filosofica". In un articolo sulla Népszava del 15 aprile 1919 scriveva senza mezzi termini: «Il controllo dello Stato è l'occasione per distruggere le classi sfruttatrici. Un'occasione che non dobbiamo lasciarci sfuggire». Divenuto commissario della Quinta Divisione dell'Armata Rossa ungherese, in tale veste Lukács ordinò la fucilazione senza processo di otto dei suoi uomini nel villaggio Poroszló nel maggio 1919, crimine che in seguito ammise in un'intervista. Al crollo del regime (1º agosto) la maggior parte dei leader del Partito, compreso Lukács, fuggì in Austria (portando con sé numerosi tesori d'arte e le riserve auree della Banca nazionale ungherese). Lukács viene arrestato a Vienna con la minaccia dell'estradizione. Liberato grazie all'intervento di intellettuali - tra i quali Thomas Mann - può continuare a vivere a Vienna, allora un crocevia internazionale di esponenti comunisti, dove collabora alla rivista «Kommunismus», organo dei comunisti di sinistra della III Internazionale e scrive i saggi che furono poi riuniti e pubblicati a Berlino nel 1923 con il titolo di Geschichte und Klassenbewusstsein. Studien über marxistische Dialektik (Storia e coscienza di classe. Studi sulla dialettica marxista). L'opera è composta dagli scritti Che cos'è il materialismo ortodosso? (marzo 1919), Rosa Luxemburg marxista (gennaio 1921), Coscienza di classe (marzo 1920), La reificazione e la coscienza del proletariato, Il mutamento di funzione del materialismo storico, Legalità e illegalità (luglio 1920), Osservazioni critiche sulla Critica della rivoluzione russa di Rosa Luxemburg e dalle Considerazioni metodologiche alla questione dell'organizzazione.

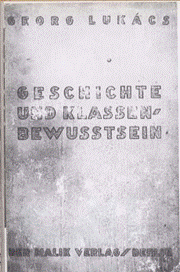
Copertina dell'edizione tedesca

Come indica il sottotitolo, i saggi di Storia e coscienza di classe affrontano il problema del metodo del marxismo, che si fonda essenzialmente sulla dialettica. Per Lukács, vi è una fondamentale differenza tra il metodo delle scienze che studiano la natura e il metodo dialettico di Marx, che si applica invece alla realtà sociale: il metodo delle scienze della natura «non conosce alcuna contraddizione, alcun antagonismo nel proprio materiale». Quando sorgessero contraddizioni, sarebbe il segno dell'esistenza di errori nella comprensione scientifica da superare successivamente con una più precisa ricerca scientifica: «in rapporto alla realtà sociale, invece, queste contraddizioni non sono segni di una comprensione scientifica ancora imperfetta, ma appartengono piuttosto inseparabilmente all'essenza della realtà stessa, alla essenza della società capitalistica». Esse sono contraddizioni necessarie, espressioni del fondamento antagonistico di questo ordinamento sociale, e possono essere superate realmente - non tanto nel pensiero - solo nel corso dello sviluppo sociale.
La separazione operata tra metodo dialettico marxiano e scienze della natura porta Lukács a criticare il tentativo fatto da Engels di estendere, «seguendo il falso esempio di Hegel», il metodo dialettico alla conoscenza della natura: «nella conoscenza della natura non sono presenti le determinazioni decisive della dialettica: l'interazione tra soggetto e oggetto, l'unità di teoria e prassi, la modificazione storica del sostrato delle categorie [economiche] come base della loro modificazione nel pensiero». Da questo punto di vista egli epura l'impostazione marxista di Engels da elementi positivistici-darwinisti, rileggendo il marxismo attraverso una analisi della dialettica di Hegel. In questo senso la sua torsione speculativa di questi anni è profondamente leninista, cioè nel tentativo di rileggere il concetto di rivoluzione attraverso quello di soggetto rivoluzionario (partito). In questo senso bisognava leggere Marx, partendo dall'esperienza dell'evento della rivoluzione d'ottobre.
Una corretta analisi del processo storico non può prescindere dalla categoria della totalità: la realtà non si presenta mai come un insieme disaggregato di fatti. Nell'analizzare la totalità sociale è certamente necessario isolare singoli elementi, ma occorre intendere «questo isolamento soltanto come mezzo per la conoscenza dell'intero». Allo stesso modo, anche il soggetto della conoscenza deve essere una totalità: «L'economia classica e ancor più i suoi volgarizzatori hanno sempre considerato lo sviluppo capitalistico dal punto di vista del capitalista singolo e si sono perciò avviluppati in una serie di contraddizioni insolubili e di problemi apparenti»; questo individualismo metodologico appartiene anche ai revisionisti del marxismo come Bernstein, Tugan-Baranovskij o Bauer, privi della categoria della totalità: «all'individuo il suo mondo circostante, il suo milieu sociale [...] appare necessariamente come qualcosa di brutale, di insensato e di fatale, che gli resta per sempre estraneo nella sua essenza». Con questi presupposti, come non è più possibile conoscere la realtà, così è impossibile modificarla e questi marxisti possono solo postulare una trasformazione etica dell'uomo e utilizzare le «leggi» assunte fatalisticamente nella loro presunta immodificabilità.
Secondo Lukács, il soggetto, inteso come totalità, in grado di afferrare e penetrare la totalità che costituisce la realtà è la classe sociale: «soltanto la classe può penetrare mediante l'azione la realtà sociale e modificarla nella sua totalità [...] il proletariato come soggetto del pensiero della società lacera in un colpo solo il dilemma dell'impotenza: il dilemma tra il fatalismo delle leggi pure e l'etica della pura intenzione».
Citando Marx - «il proletariato esegue la condanna che la proprietà privata infligge a se stessa producendo il proletariato» - Lukács deduce la «coscienza di classe» come la verità del processo storico «come soggetto», come consapevolezza del processo dialettico che richiede, nei momenti di crisi dello sviluppo storico, l'azione pratica, organizzata dal partito politico, il quale è la «forma della coscienza proletaria di classe». La coscienza di classe viene definita da Lukács anche l'etica del proletariato, l'unità della sua teoria e della sua prassi, ma in definitiva essa rimane un concetto astratto: Lukács stesso criticherà poi la sua esposizione come idealistica e la conversione della coscienza in prassi rivoluzionaria «come un puro e semplice miracolo».
Un'analisi approfondita viene compiuta da Lukács sul problema della reificazione (Verdinglichung, il diventare una cosa), sviluppato nel saggio La reificazione la coscienza del proletariato, il cui spunto è dato dalle pagine dedicate da Marx ne Il Capitale sul carattere di feticcio della merce e la trasformazione, che avviene soltanto nella coscienza umana, dei rapporti sociali, che intercorrono tra gli uomini, in apparenti rapporti tra cose: come scrive Lukács, «una relazione tra persone riceve il carattere della cosalità e quindi un'«oggettività spettrale» che occulta nella sua legalità autonoma, rigorosa, apparente, conclusa e razionale, ogni traccia della propria essenza fondamentale: il rapporto tra uomini». D'altra parte, nell'economia capitalistica, la capacità produttiva del lavoratore, la forza lavoro, è una merce come ogni altra, e dunque è effettivamente una cosa: «questo trasformarsi in merce di una funzione umana rivela con la massima pregnanza il carattere disumanizzato e disumanizzante del rapporto di merce».
La moderna fabbrica è l'espressione della reificazione: è «un processo regolato secondo leggi meccaniche che si svolge indipendentemente dalla coscienza sul quale l'attività umana non ha alcun influsso [...] modifica anche le categorie fondamentali del rapporto immediato dell'uomo con il mondo: esso riduce il tempo e lo spazio a un unico denominatore [...] la persona diventa [...] uno spettatore incapace di influire su ciò che accade della sua esistenza, come una particella isolata e inserita in un sistema estraneo». Nell'analisi della moderna organizzazione del lavoro Lukács mette l'accento non tanto sull'uso capitalistico dell'utilizzo della forza lavoro operaia, quanto sugli effetti dell'introduzione delle macchine, così che la reificazione finisce per essere una conseguenza del progresso scientifico e tecnico e non già, marxianamente, un'espressione dei rapporti di produzione della società borghese.
La filosofia di Hegel superava l'opposizione al soggetto della realtà esterna concependo quest'ultima come un prodotto alienato del soggetto stesso, opposizione che veniva risolta in una successiva riappropriazione dell'oggetto da parte del soggetto, che così ricostituiva l'unità originaria: infatti in Hegel qualunque oggetto - dunque tutta la realtà - è un prodotto del soggetto; in Marx, invece, solo la realtà sociale - non la natura - è prodotta dall'uomo e a lui si oppone come estranea. Lukács, pur volendo sviluppare un aspetto della critica marxista, finisce per concepire hegelianamente l'opposizione tra soggetto e oggetto sociale come un'opposizione generalizzata tra soggettività e oggettività, tra pensiero ed essere: «poiché l'oggetto, la cosa, in Hegel esiste soltanto come alienazione dell'autocoscienza, la sua riassunzione nel soggetto rappresenterebbe la fine della realtà oggettiva, quindi della realtà in generale. Ora, Storia e coscienza di classe segue Hegel nella misura in cui l'estraneazione viene posta sullo stesso piano dell'oggettivazione. Questo fondamentale e grossolano errore ha sicuramente contribuito in notevole misura al successo di Storia e coscienza di classe [...] Per la critica filosofica-borghese della cultura, basti pensare a Heidegger, era del tutto ovvio sublimare la critica in una critica puramente filosofica, fare dell'estraneazione per sua essenza sociale un'eterna condition humaine».
Il libro fu criticato da Zinov'ev a nome dell'Internazionale comunista e anche dal massimo teorico socialdemocratico dell'epoca, Karl Kautsky. Lukács non replicò alle critiche, per quanto non le condividesse. Secondo la sua testimonianza, solo nel 1930, quando a Mosca divenne collaboratore dell'Istituto Marx-Engels e poté leggere il testo autografo dei Manoscritti economico-filosofici di Marx, fino ad allora sconosciuti e lì custoditi e decifrati per la pubblicazione, «caddero in una volta tutti i pregiudizi idealistici di Storia e coscienza di classe [...] ricordo ancora oggi l'impressione sconvolgente che fecero su di me le parole di Marx sull'oggettività come proprietà materiale primaria di tutte le cose e di tutte le relazioni [...] l'oggettivazione è un modo naturale - positivo o negativo - di dominio umano del mondo, mentre l'estraneazione è un tipo particolare di oggettivazione che si realizza in determinate circostanze sociali. Con ciò erano crollati definitivamente i fondamenti teorici di ciò che rappresentava il carattere particolare di Storia e coscienza di classe. Questo libro mi divenne completamente estraneo, così come era accaduto nel 1918-19 per i miei scritti anteriori».

### «Il giovane Hegel»
Alla morte di Lenin, nel 1924, l'editore viennese di Lukács lo invitò a scrivere un profilo del rivoluzionario russo, impegno portato a termine in poche settimane. Secondo Lukács, è caratteristico di Lenin considerare ogni categoria filosofica sotto il punto di vista dell'azione politica concreta: Lenin non è «né un teorico né un pratico, ma un profondo pensatore della prassi [...] un uomo il cui penetrante sguardo è sempre rivolto al punto in cui la teoria trapassa nella prassi e la prassi nella teoria».
L'anno dopo uscirono due sue recensioni critiche degli scritti di Nikolaj Ivanovič Bucharin, Teoria del materialismo storico, e della Scienza della società borghese di Karl August Wittfogel: la polemica è rivolta contro le concezioni «materialistico-volgari» e «borghese-positivistiche» che vedono nella «tecnica» il principio dello sviluppo delle forze produttive e pertanto del mutamento sociale, concezioni che neutralizzano l'attività politica rivoluzionaria sostituendole l'attesa fatalistica del rinnovamento, che dovrebbe scaturire per intima necessità dal seno stesso della società.
Proseguiva intanto il suo impegno di militante del Partito comunista ungherese: nel 1928, Lukács presentò al congresso di partito le sue tesi - chiamate Tesi di Blum dal suo nome di clandestino - nelle quali proponeva che, a fronte della dittatura di Miklós Horthy, il partito dovesse proporre l'alternativa politica di una Repubblica democratica, accantonando per il momento l'obiettivo di una Repubblica sovietica. La proposta presupponeva la possibilità di un'alleanza con le forze socialdemocratiche, possibilità appena esclusa dall'Internazionale comunista che nell'ultimo congresso, sotto l'influenza del gruppo di maggioranza raccolto intorno a Stalin, aveva tacciato i socialdemocratrici di «socialfascismo».
Il partito ungherese respinse le sue Tesi e il capo indiscusso del partito, Béla Kun, minacciò persino la sua espulsione: Lukács si piegò, facendo autocritica, per quanto, scrisse poi, «del tutto convinto della giustezza del mio punto di vista, sapevo anche [...] che allora un'espulsione dal partito rappresentava l'impossibilità di partecipare attivamente alla lotta contro il fascismo che si avvicinava», ma più in generale, una sua emarginazione politica avrebbe forse pregiudicato la possibilità di rimanere inserito nel dibattito culturale e filosofico di quegli anni. A Berlino, infatti, continuò la sua collaborazione con la rivista «Linkskurve», pubblicando recensioni di critica letteraria e i suoi primi saggi sul realismo finché, con l'avvento del nazismo, nel 1933, si trasferì a Mosca, lavorando nell'Istituto di Filosofia dell'Accademia delle Scienze e pubblicando in riviste moscovite gran parte dei suoi saggi di critica e di estetica letteraria, che saranno raccolti in volume nel successivo dopoguerra.
A Berlino aveva già iniziato, e completò a Mosca nel 1937 il suo saggio su Il giovane Hegel che sarà pubblicato nel dopoguerra. La tesi di Lukács è una elaborazione delle considerazioni di Engels sulla filosofia hegeliana: «per questa filosofia non vi è nulla di definitivo, di assoluto, di sacro; di tutte le cose e in tutte le cose essa mostra la caducità, e null'altro esiste per essa all'infuori del processo ininterrotto del divenire e del perire [...] essa ha però anche un lato conservatore: essa giustifica determinate tappe della conoscenza e della società per il loro tempo e per le loro circostanze [...] il carattere conservatore di questa concezione è relativo, il suo carattere rivoluzionario è assoluto».
Per Engels, il carattere conservatore e, soprattutto, caduco, di Hegel, è il suo «sistema» filosofico, mentre il suo carattere rivoluzionario consiste nel metodo dialettico: per Lukács, Hegel «voleva dominare teoricamente determinate connessioni sociali e storiche, e si serviva della filosofia solo per effettuare le generalizzazioni indispensabili», deducendo dai rapporti esistenti tra l'uomo e la società leggi dinamiche che implicano «contraddizioni il cui superamento e la cui riapparizione a un livello più alto rende comprensibile, in ultima istanza, l'intera struttura della società e della storia».

### «La distruzione della ragione»
L'opera fu pubblicata in piena guerra fredda, nel 1954, e gran parte di essa fu composta durante la seconda guerra mondiale a Mosca. L'obiettivo di Lukács è quello di ripercorrere il processo filosofico (strettamente intrecciato a quello sociale) che in Germania ha portato all'ideologia del Nazionalsocialismo.

#### Metodologia e tesi fondamentali
- Metodo filosofico storicista - “Una delle tesi fondamentali di questo libro è che non c'è nessuna Weltanschauung innocente [...] l'assumere posizione a favore della ragione oppure contro di essa decide al tempo stesso dell'essenza di una filosofia come filosofia, della sua funzione nello sviluppo sociale. Questo già per il fatto che la ragione stessa non può essere qualcosa di neutrale che se ne stia, senza prender partito, al di sopra dell'evoluzione sociale, ma rispecchia sempre, e conduce al concetto, la razionalità concreta (o l'irrazionalità) di una situazione sociale, di una direzione di sviluppo; e con ciò la favorisce o la ostacola”[42]. L'opera di Lukács si muove secondo il principio della forte interdipendenza tra teoresi filosofica e prassi sociale: un certo pensiero è sempre figlio e specchio dell'ordine economico sociale in cui è prodotto. Tuttavia la filosofia non assume il ruolo di mera sovrastruttura, bensì essa può avere un ruolo attivo: una posizione filosofica può fungere sì da ideologia mascherando, legittimando o addirittura peggiorando il proprio ordine sociale con le sue contraddizioni; ma allo stesso tempo ha anche la possibilità di opporsi, non senza fatica, all'ordine sociale vigente promuovendo un modo di pensare diverso da quello dominante nel proprio tempo. Il metodo lukácsiano cerca quindi non solo di analizzare le varie dottrine filosofiche irrazionaliste, ma di vedere come tali dottrine potenzialmente possano essersi tramutate in azioni all'interno della società germanica, indipendentemente dall'intenzionalità degli autori (pensiero tradotto in prassi). Si rifiuta l'idea di uno sviluppo “immanente” delle idee filosofiche: c'è sempre un cammino parallelo tra sviluppo economico-sociale e sviluppo filosofico.
- L'irrazionalismo filosofico ha favorito l'avvento del Nazionalsocialismo - la tesi principale dell'autore è che quelle posizioni filosofiche germaniche che a partire dal Romanticismo si sono opposte (hanno “reagito”) con tutte le loro forze alla ragione illuministica prima e a quella “socialista” dopo (post 1848), hanno contribuito a risvegliare nella popolazione tedesca sentimenti nazionalistici e regressivi. Così facendo l'irrazionalismo ha prima accelerato la venuta di un “Reich” autoritario e razzista, per poi fungere da ideologia per il Nazismo stesso. L'ascesa di quest'ultimo non può essere stato un evento accidentale bensì un fenomeno storicamente e filosoficamente “preparato” da lungo tempo.

#### Caratteristiche dell'irrazionalismo
L'irrazionalismo è quel filone di pensiero reazionario borghese caratterizzato principalmente dalla tendenza a deoggettivare la ragione, sia essa storica, gnoseologica o metafisica. Il filosofo irrazionalista, nel momento in cui coglie le contraddizioni della conoscenza categoriale intellettiva, si rifiuta (più o meno consapevolmente) di elaborare una meta-razionalità hegeliana in nome di una presunta forma di conoscenza assoluta a carattere intuitivo o mitologico. In altre parole, l'irrazionalismo, invece di cercare di sviluppare una logica dialettica che sopperisca alle aporie della razionalità formale, taglia direttamente la corda rifugiandosi o in un semplice agnosticismo, o in una filosofia completamente a-logica (al di fuori della razionalità).
Per l'autore, le prime tracce di tale tendenza si riscontrano negli intellettuali tedeschi che si oppongono alla ragione illuminista, alla rivoluzione francese e al concetto storico di progresso (Schopenhauer, Schelling, Kierkegaard). Dopo i moti del 1848, la nascita del socialismo, lo sviluppo delle idee di Feuerbach, Marx e Engels, l'irrazionalismo filosofico comincia a sviluppare idee tendenzialmente antisocialiste, contro il materialismo storico e le analisi dialettiche della società (Nietzsche, la filosofia della vita, Heidegger).
Sebbene ogni filosofo irrazionalista mantenga una certa peculiarità di pensiero e svolga la sua attività sempre in un contesto storico-sociale differente, tuttavia è interessante riassumere schematicamente le caratteristiche filosofiche che accomunano tali pensatori:
- gnoseologia aristocratica: “la conoscenza della realtà ultima del mondo non può avvenire attraverso ragionamenti trasparenti e universali ma attraverso intuizioni non comuni o atti interiori di fede”
- soggettivizzazione della storia: “la storia non ha leggi razionali che la governano”
- pessimismo antropologico: “le contraddizioni del proprio contesto economico-sociale sono intrinseche all'inevitabile debolezza della natura umana”

Un'ultima caratteristica dell'irrazionalismo, molto cara a Lukács, è l'idea di apologetica indiretta: essa “mette in rilievo senza riguardo i lati cattivi e gli orrori del capitalismo, ma afferma che essi non sono proprietà specifiche del capitalismo, ma della vita umana, dell'esistenza in generale”. Per apologetica l'autore intende un'esaltazione e legittimazione del sistema capitalistico; tuttavia, nei filosofi irrazionalisti, apparentemente anticapitalisti, essa è indiretta poiché legittimano il sistema economico-sociale vigente considerandolo come l'unico possibile in quanto le sue contraddizioni fanno parte della realtà stessa o dell'esistenza umana in quanto tale. La tendenza dell'irrazionalista a negare la realtà, a negare la storia si trasforma così a livello sociale in una sua incondizionata e subdola affermazione.

### Il realismo nell'arte

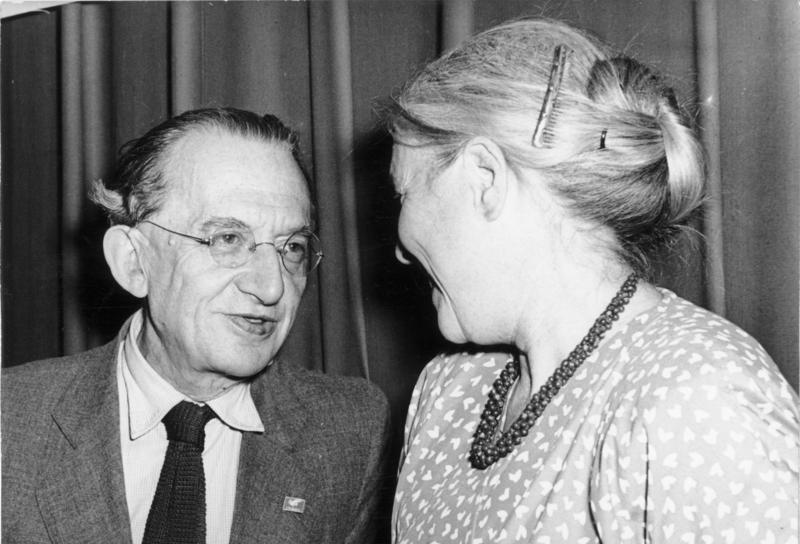
Lukács con la scrittrice Anna Seghers, 1952

Per quanto riguarda l'arte, essa è una forma di sistema in cui si supera l'accidentalità e si arriva ad un momento eterno; essa deve essere realista ma non naturalista. L'estetica è legata al realismo che dà l'idea dell'uomo nella sua totalità, non solo interiormente ma anche nelle sue interrelazioni (soprattutto in Walter Scott). Invece l'arte naturalista come quella di Zola, Maupassant o Verga si compiace nell'affondare nel patologico-fisiologico, dimenticando la politica e la storia: l'uomo è considerato nella sua individualità e una conseguenza delle sue origini, ciò conduce alla creazione di personaggi staccati dalla società e in contrasto con la ricerca della totalità. Questo è uno dei motivi per cui egli preferisce il romanzo storico.
Il Realismo è visto come riproduzione fedele di circostanze tipiche in cui si intrecciano realtà con caratteristiche unitarie, dialettiche e problematiche. Il romanzo racchiude la storia di un popolo: per esempio in Ivanhoe di Scott il protagonista non è un eroe classico come Achille ma appartiene alla piccola nobiltà inglese. Si rievoca un intero periodo storico attraverso un eroe medio, che ha una dimensione umana e storica. La rievocazione di un passato si crea necessariamente con un anacronismo, perché non può essere identico. Infatti lo scontro di classi a quell'epoca era sicuramente caotico, mentre Scott lo presenta in maniera molto chiara. Per Lukács il primo eroe di un romanzo storico è Waverley nel 1814, che insieme a Ivanhoe è un personaggio-tipo che rappresenta istanze sociali, è un'idea.

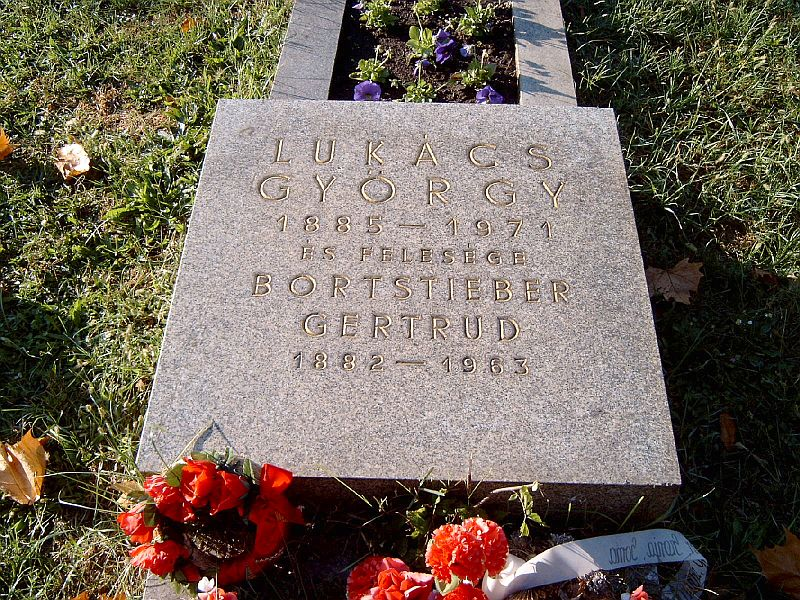
Tomba di Lukács a Budapest

Lo scopo del romanzo storico è di dimostrare con mezzi poetici le circostanze storiche e far diventare la storia un modello assoluto. Esso crea un nesso tra la spontaneità delle masse e la consapevolezza storica della classe dominante; Scott cerca di comunicare questa consapevolezza alla massa comportandosi come un intellettuale organico. La rievocazione del passato lontano è ripresa da Cooper, considerato continuatore di Scott, che scrive delle lotte tra inglesi e indiani.
Per Lukács Manzoni è superiore a Scott (pur essendone un continuatore, e anche in virtù della sua esperienza di tragediografo) nell'individuazione dei personaggi e nel descrivere le vicende e le sofferenze degli italiani, la crisi della vita di un intero popolo in relazione alle dominazioni e alle condizioni feudali e conservatrici ad esso imposte.

## Opere e prime traduzioni italiane
- A dráma formája, Budapest 1909
- Megjegyzések az irodalomtörténet elméletéhez, Budapest 1910
- A modern dráma fejlödésének története, Budapest 1911
- Die Seele und die Formen, Berlino 1910
  - L'anima e le forme, Milano 1963
- Die Theorie des Romans, Berlino 1916 e 1920
  - Teoria del romanzo. Saggio storico-filosofico sulle forme della grande epica, Milano 1962
- Geschichte und Klassenbewusstsein. Studien über marxistische Dialektik, Berlino 1923
  - Storia e coscienza di classe, Milano 1967
- Lenin. Studien über Zusammenhang seiner Gedanken, Vienna 1924
  - Lenin, «Il Filo rosso», 1962-1963
- Moses Hess und die Probleme der idealistischen Dialektik, Lipsia 1926
- Mein Weg zu Marx, «Internationale Literatur», 1933
  - La mia via al marxismo, «Nuovi Argomenti», 1958
- Istoričeskij roman, «Literaturnij Kritik», 1937-1938
  - Il romanzo storico, Torino 1965
- Deux philosophie de l'Europe: marxisme et existencialisme, «La Nef», 1946
- Az újabb német irodalom rövid törtènete, Budapest 1946
  - Breve storia della letteratura tedesca dal Settecento ad oggi, Torino 1956
- Goethe und seine Zeit, Berna 1947
  - Goethe e il suo tempo, Milano 1949
- Irodalom és democrácia, Budapest 1947
- A polgári filosófia válsága, Budapest 1947
- Cultura marxista e democrazia progressiva, «Società» 1947
- Der junge Hegel. Ueber die Beziehung von Dialektik und Oekonomie, Zurigo e Vienna 1948
  - Il giovane Hegel e i problemi della società capitalistica, Torino 1960
- Essays über Realismus, Berlino 1948
  - Saggi sul realismo, Torino 1950
- Existencialisme ou marxisme?, Parigi 1948
  - Esistenzialismo o marxismo?, Milano 1995
- Karl Marx und Friedrich Engels als Literaturhistoriker, Berlino 1948
  - Il marxismo e la critica letteraria, Torino 1953
- Der russische Realismus in der Weltliteratur, Berlino 1949
- Thomas Mann, Berlino 1949
  - Thomas Mann e la tragedia dell'arte moderna, Milano 1956
- Deutsche Realisten des 19. Jahrhunderts, Berlino 1951
  - Realisti tedeschi del XIX secolo, Milano 1963
- Die Zerstörung der Vernunft, 1954
  - La distruzione della ragione, Torino 1959
- Prolegomeni a un'estetica marxista. Sulla categoria delle particolarità
- Scritti di sociologia della letteratura
- Ontologia dell'essere sociale
- Prolegomeni all'ontologia dell'essere sociale

### Edizioni italiane
- Goethe e il suo tempo, Milano, A. Mondadori, 1949.
- Saggi sul realismo, Torino, Einaudi, 1950.
- Il marxismo e la critica letteraria, Torino, Einaudi, 1953.
- La letteratura sovietica, Roma, Editori Riuniti, 1955.
- Il significato attuale di realismo critico, Torino, Einaudi, 1956.
- Breve storia della letteratura tedesca. Dal Settecento ad oggi, Torino, Einaudi, 1956.
- Thomas Mann e la tragedia dell'arte moderna, Milano, Feltrinelli, 1956.
- Contributi alla storia dell'estetica, Milano, Feltrinelli, 1957.
- La lotta fra progresso e reazione nella cultura d'oggi, Milano, Feltrinelli, 1957.
- Prolegomeni a un'estetica marxista. Sulla categoria della particolarità, Roma, Editori Riuniti, 1957.
- Il significato attuale del realismo critico, Torino, Einaudi, 1957.
- La distruzione della ragione, Torino, Einaudi, 1959.
- Il giovane Hegel e i problemi della società capitalistica, Torino, Einaudi, 1959.
- Teoria del romanzo. Saggio storico-filosofico sulle forme della grande epica, Milano, Sugar, 1962.
- Il romanzo storico, Torino, Einaudi, 1963.
- L'anima e le forme, Milano, Sugar, 1963.
- Realisti tedeschi del XIX secolo, Milano, Feltrinelli, 1963.
- Scritti di sociologia della letteratura, Milano, Sugar, 1964.
- Storia e coscienza di classe, Milano, Sugar, 1967.
- Il dramma moderno, Milano, SugarCo, 1967.
- La genesi della tragedia borghese da Lessing a Ibsen, Milano, SugarCo, 1967.
- Il Dramma moderno dal Naturalismo a Hofmannsthal, Milano, SugarCo, 1967.
- Marxismo e politica culturale, Torino, Einaudi, 1968.
- Il marxismo nella coesistenza, Roma, Editori Riuniti, 1968.
- Lenin. Unità e coerenza del suo pensiero, Torino, Einaudi, 1970.
- Cultura e potere, Roma, Editori Riuniti, 1970.
- Estetica, 2 voll., Torino, Einaudi, 1970.
- Primi scritti sull'estetica. 1912-1918, 2 voll., Milano, SugarCo, 1971.
- Scritti politici giovanili (1919-1928), Roma-Bari, Laterza, 1972.
- Arte e società. Scritti scelti di estetica, 2 voll., Roma, Editori Riuniti, 1972.
- Kommunismus, 1920-1921, Padova, Marsilio, 1972.
- L'uomo e la rivoluzione, Roma, Editori Riuniti, 1973.
- Ontologia dell'essere sociale, 3 voll., trad. e cura di Alberto Scarponi, Roma, Editori Riuniti, 1976-1981.
- Il giovane Marx, Roma, Editori Riuniti, 1978.
- Prolegomeni all'ontologia dell'essere sociale. Questioni di principio di un'ontologia oggi divenuta possibile, introduzione di Nicolas Tertulian, trad. di A. Scarponi, Milano, Guerini e Associati, 1990. ISBN 88-7802-117-2.
- Marxismo o esistenzialismo?, Milano, Acquaviva, 1995.
- Dostoevskij, Milano, SE, 2000. ISBN 88-7710-455-4.
- Studi sul «Faust», Milano, SE, 2006. ISBN 88-7710-664-6.
- Coscienza di classe e storia. Codismo e dialettica, Roma, Alegre, 2007.
- Politica della ragione, cura e scelta antologica di Francesco Aqueci, Roma, Tab Edizioni, 2024, pp. 484, collana "L'arca e la freccia". ISBN 978-88-9295-972-9.